# Pertusio
Pertusio is een gemeente in de Italiaanse provincie Turijn (regio Piëmont) en telt 736 inwoners (31-12-2004). De oppervlakte bedraagt 4,0 km², de bevolkingsdichtheid is 184 inwoners per km².

## Demografie
Pertusio telt ongeveer 277 huishoudens. Het aantal inwoners steeg in de periode 1991-2001 met 7,2% volgens cijfers uit de tienjaarlijkse volkstellingen van ISTAT.
| Jaar | Inwoneraantal |
| ---- | ------------- |
| 1991 | 652           |
| 2001 | 699           |

## Geografie
Pertusio grenst aan de volgende gemeenten: Valperga, Prascorsano, Rivara, San Ponso.
1. ↑  https://demo.istat.it/?l=it.